# Cwmcych
Cwmcych, Cwm Cych ou Glyn Cuch (em inglês: Vale do rio Cych) é uma pequena aldeia no vale superior do Cych, abrangendo a fronteira entre Carmarthenshire e Pembrokeshire, no País de Gales, na comunidade de Manordeifi.

## Situação
A aldeia fica na paróquia de Cilrhedyn, que por sua vez fica nos condados de Carmarthenshire e Pembrokeshire.  O vale Afon Cych é arborizado com encostas íngremes e ruas estreitas.